# Wereldkampioenschap wegrace 1955
Het wereldkampioenschap wegrace seizoen 1955 was het zevende in de geschiedenis van het door de FIM georganiseerde wereldkampioenschap wegrace.

## FIM

### Algemeen
De FIM stond in 1955 onder zware druk. De veiligheid van de coureurs stond nog steeds niet hoog op de agenda en Fergus Anderson had zijn frustratie losgelaten in columns en zelfs zijn medaille voor zijn 350cc-titel ingeleverd. Hij werd door de FIM zelfs geroyeerd. NSU trok zich na de successen in de lichtere klassen en de dood van Rupert Hollaus in 1955 terug uit de wegrace. Niemand was echt gelukkig met deze terugtocht, want de "toonbankmotor" NSU Sportmax leverde weliswaar 10pk minder dan een Rennmax, maar was nog steeds behoorlijk snel te maken. Dat bleek ook zo te zijn, want privérijder "HP" Müller werd gewoon 250cc-wereldkampioen. Velocette had al enkele jaren eerder de handdoek in de ring gegooid en Norton was overgenomen door Associated Motor Cycles, dat ook al de AJS-racers moest verzorgen. De Britse vertegenwoordiging bestond in 1955 alleen nog uit merken die behoorden tot Associated Motor Cycles, met name Norton. Ze hadden een enorme achterstand op technisch gebied opgelopen. Ze hadden geen viercilinders en misten de slag bij de ontwikkeling van goede stroomlijnkuipen. Er zouden enorme investeringen nodig zijn om dat allemaal in te halen. Bovendien werd elke Britse coureur die goed presteerde meteen door een Italiaans team weggekaapt. In 1955 ging ook Ray Amm naar MV Agusta. Hij was in 1954 nog tweede geworden in de 500cc-klasse met een Norton Manx. Voor Norton was dat het sein ermee te stoppen. Men zou zich alleen nog richten op de Isle of Man TT met de 350- en 500cc-Manx-modellen. Toch waren de Britse eencilinders nog lang niet van het toneel verdwenen. De WK-lijsten bleven nog jaren gevuld met namen van amateurs die vaak alleen in de Ulster Grand Prix, de Junior TT en de Senior TT aan de start kwamen met machines als de AJS Boy Racer, de BSA Gold Star, de Matchless G45 of de Norton Manx. Wie als privérijder wilde meedoen moest zelf een straatmotorfiets opvoeren óf een Britse productieracer aanschaffen. In 1955 hadden de Italianen feitelijk alleen nog elkaar om te verslaan. Zelfs de Ulster Grand Prix werd niet door een Britse motorfiets gewonnen, terwijl daar behalve de Zwitsers Florian Camathias en Hans Haldemann en de Sri Lankaan Rally Dean alleen coureurs uit Angelsaksische landen startten. Bill Lomas won er met zijn Moto Guzzi. De Britse coureurs deden het uitstekend, met topklasseringen in de 250-, 350- en 500cc-klasse. Norton wist zelfs geen enkele race te winnen, zelfs niet de "eigen" Isle of Man TT of de zijspanklasse.

### Assen 1955
In 1955 zou het nieuwe Circuit van Drenthe feestelijk in gebruik genomen worden. De Nederlandse rijder Drikus Veer kreeg van Gilera de reservemachine van Geoff Duke waarmee hij vierde werd. Het feest werd echter verstoord doordat de privérijders protesteerden tegen de slechte condities en hun startgeld. In de 350cc-klasse reden twaalf van hen na één ronde het rennerskwartier in, waardoor de race alleen door de fabrieksrijders en enkele Nederlandse coureurs werd voltooid. Om iets dergelijks in de 500cc-klasse te voorkomen (en daarmee ook de woede van de toeschouwers) ging de organisatie nog vóór de start in op de eisen van de coureurs. Gilera-coureurs Duke en Armstrong namen niet deel aan de demonstraties, maar bemiddelden voor de privécoureurs bij de organisatie. Het seizoen verliep verder normaal en in het najaar leken de voorbereidingen naar een nieuw succesvol seizoen in 1956 te leiden. Groot was dan ook de verrassing toen in november het besluit van de FIM kwam dat 14 coureurs, waaronder Alfredo Milani, Giuseppe Colnago, Geoff Duke en Reg Armstrong, waren geschorst voor de eerste helft van het volgende seizoen. Drie andere Italiaanse coureurs werden voor vier maanden geschorst. De “misdaad” van Armstrong en Duke was dat ze bij de TT-organisatie voor de privérijders hadden gepleit en gedreigd hadden zelf ook niet te starten. De Koninklijke Nederlandse Motorrijders Vereniging had daarvoor wraak genomen door de zaak aanhangig te maken bij de FIM die tot een besluit kwam dat door weinigen werd begrepen.
|         | 1e | 2e | 3e | 4e | 5e | 6e |
| ------- | -- | -- | -- | -- | -- | -- |
| Punten: | 8  | 6  | 4  | 3  | 2  | 1  |

|               | 125 cc | 250 cc | 350 cc | 500 cc | Zijspan |
| ------------- | ------ | ------ | ------ | ------ | ------- |
| Aantal races: | 6      | 5      | 7      | 8      | 5       |
| Tellend:      | 4      | 4      | 4      | 5      | 4       |

## Merken/Teams
- AJS had haar fabrieksteam opgegeven.
- Moto Guzzi kon zowel met de oude Quattro Cilindri 500 als de nieuwe Monocilindrica 500 geen indruk maken, maar het inhuren van Bill Lomas om de geblesseerde Dickie Dale te vervangen was een goede greep. Lomas reed de Monocilindrica 350 naar de wereldtitel.
- MV Agusta had Ray Amm voor de 500cc-klasse ingehuurd, vooral vanwege zijn goede prestaties op de 60km-lange Snaefell Mountain Course, die de Italiaanse coureurs niet kenden. Amm verongelukte echter al voor aanvang van het seizoen. Het merk behaalde wel de eerste drie plaatsen in het 125cc-wereldkampioenschap.
- Norton had haar fabrieksteam opgeheven.
- NSU had zich na de dood van Rupert Hollaus als fabriek voorgoed teruggetrokken uit het wereldkampioenschap wegrace. Privérijders in de 125cc-klasse hadden daardoor geen snelle NSU's meer tot hun beschikking, maar in de 250cc-klasse was de NSU Sportmax-productieracer nog steeds goed voor de wereldtitel.

## Coureurs
- Dickie Dale stapte over van MV Agusta naar Moto Guzzi.
- Bill Lomas begon het seizoen als fabriekscoureur voor MV Agusta in de 125cc- en de 250cc-klasse, maar werd door Moto Guzzi ingehuurd als vervanger voor de geblesseerde Dickie Dale. Het leverde hem de 350cc-wereldtitel op. Hij kwam in 1955 in alle klassen minstens één keer aan de start en eindigde ook als derde in de 250cc-klasse.
- Umberto Masetti stapte over van Gilera naar MV Agusta.
- Bob McIntyre stapte na het stoppen van AJS over naar Norton, maar als privérijder met een door Joe Potts geprepareerde Norton Manx met een stroomlijnkuip.

### Gestopt
- Rod Coleman had zijn carrière beëindigd.
- Werner Haas had zijn carrière beëindigd.
- Tommy Wood beëindigde zijn carrière, hoewel hij net als Fergus Anderson nog een keer in de Belgische Grand Prix startte.

### Overleden
- Ray Amm stapte in 1955 weliswaar over naar MV Agusta, maar hij zou nooit een WK-race rijden. Tijdens de "Coppa d'Oro Shell" op 11 april op het nieuwe circuit van Imola, zijn eerste race op de 500cc-MV, verongelukte hij in de "Rivazza" bocht.
- Giuseppe Lattanzi verongelukte op 19 juni tijdens de Milaan-Taranto race. Hij werd postuum vierde in het wereldkampioenschap 125 cc.
- Op 25 juni kwam de Argentijn Ricardo Galvagni om tijdens de training van de GP van Duitsland op de Nürburgring.
- Op 11 augustus verongelukte Julian Crossley met een 350cc-Norton Manx tijdens de Ulster Grand Prix.

## Races
GP van Spanje, Montjuïc
De GP van Spanje had drie jaar achter elkaar het seizoen af moeten sluiten, waardoor er geen spanning meer was omdat de meeste wereldtitels al beslist waren. Daar had men over geklaagd en in 1955 mocht men het seizoen weer openen. Erg druk was het echter niet: de 125cc-klasse en de 500cc-klasse kenden elk slechts vijftien deelnemers en bij de zijspanrace startten slechts tien combinaties.
GP van Frankrijk, Reims
Dit was voorlopig de laatste Grand Prix van Frankrijk. Pas in het seizoen 1959 kwam ze weer terug, maar nu op het Circuit de Charade in Clermont-Ferrand. Dat had overigens niets met het circuit te maken. In het seizoen 1956 ging de Franse GP niet door vanwege het (auto)-ongeluk tijdens de 24-uur van Le Mans en in het seizoen 1957 door benzineschaarste vanwege de Suezcrisis. In 1958 was er wel een Franse Grand Prix, maar ze telde niet meer voor het wereldkampioenschap.
Isle of Man TT, Mountain Course/Clypse Course
Deze editie was de eerste dat geen enkele Britse machine een professionele TT-race won. De Clubmans Junior TT, Clubmans Senior TT en Lightweight 250 cc TT verhuisden allemaal naar de Clypse Course, waar ook de Lightweight 125 cc TT en de Sidecar TT reden. Daardoor werden ze voor het publiek veel interessanter omdat de racers vaker passeerden. Na de derde ronde van de Senior TT ontstond enige tijd grote euforie toen bekend werd dat Geoff Duke met de Gilera 500 4C als eerste de "Ton" (100 mph) over een ronde gereden had. Na de wedstrijd werd het nagerekend en gecorrigeerd naar 99.97 mph. Hoe belangrijk de Ton was bleek toen het publiek hevig protesteerde en er zelfs een maandenlange discussie ontstond over de correctie van de tijd van Duke. Uiteindelijk werd de hele Snaefell Mountain Course nagemeten en toen bleek ze zelfs nog iets korter te zijn dan de officiële 37¾ mijl. Daarmee stond vast dat Geoff Duke de Ton nog niet gehaald had (97,93 mph). Maar Duke had wel de Senior TT gewonnen, vóór zijn teamgenoot Reg Armstrong. De snelste Britse machine, de Norton Manx van Jack Brett, had zes minuten achterstand. In de Junior TT had Moto Guzzi eindelijk besloten vanaf het begin mee te doen: Bill Lomas won met de Monocilindrica 350. In de Lightweight 250 cc TT ging Cecil Sandford (Moto Guzzi) zeven ronden lang aan de leiding, maar aan de finish had Bill Lomas (MV Agusta) bijna een minuut voorsprong. De Lightweight 125 cc TT was een prooi voor MV Agusta, met Carlo Ubbiali vóór Luigi Taveri. Walter Schneider en Hans Strauß wonnen met BMW de Sidecar TT.
GP van Duitsland, Nordschleife
Geoff Duke won zijn derde 500cc-race op rij en nam de leiding in het wereldkampioenschap. In de 350cc-klasse won Bill Lomas zijn tweede race, hoewel hij slechts als vervanger van Dickie Dale was ingehuurd. De 250cc-race werd een prooi voor de privérijders "Happi" Müller (al 45 jaar oud) en Wolfgang Brand. Door zijn overwinning in de 125cc-race kwam Carlo Ubbiali nu alleen aan de leiding van het WK te staan. Hetzelfde gebeurde met de combinatie Willi Faust/Karl Remmert in de zijspanklasse. Tijdens de trainingen verongelukte de Argentijnse coureur Ricardo Galvagni in de Aremberg Curve met een Norton 30M. Giuseppe Lattanzi, op dat moment derde in de 125cc-stand, was op 19 juni tijdens de Milaan-Taranto race verongelukt.
GP van België, Spa-Francorchamps

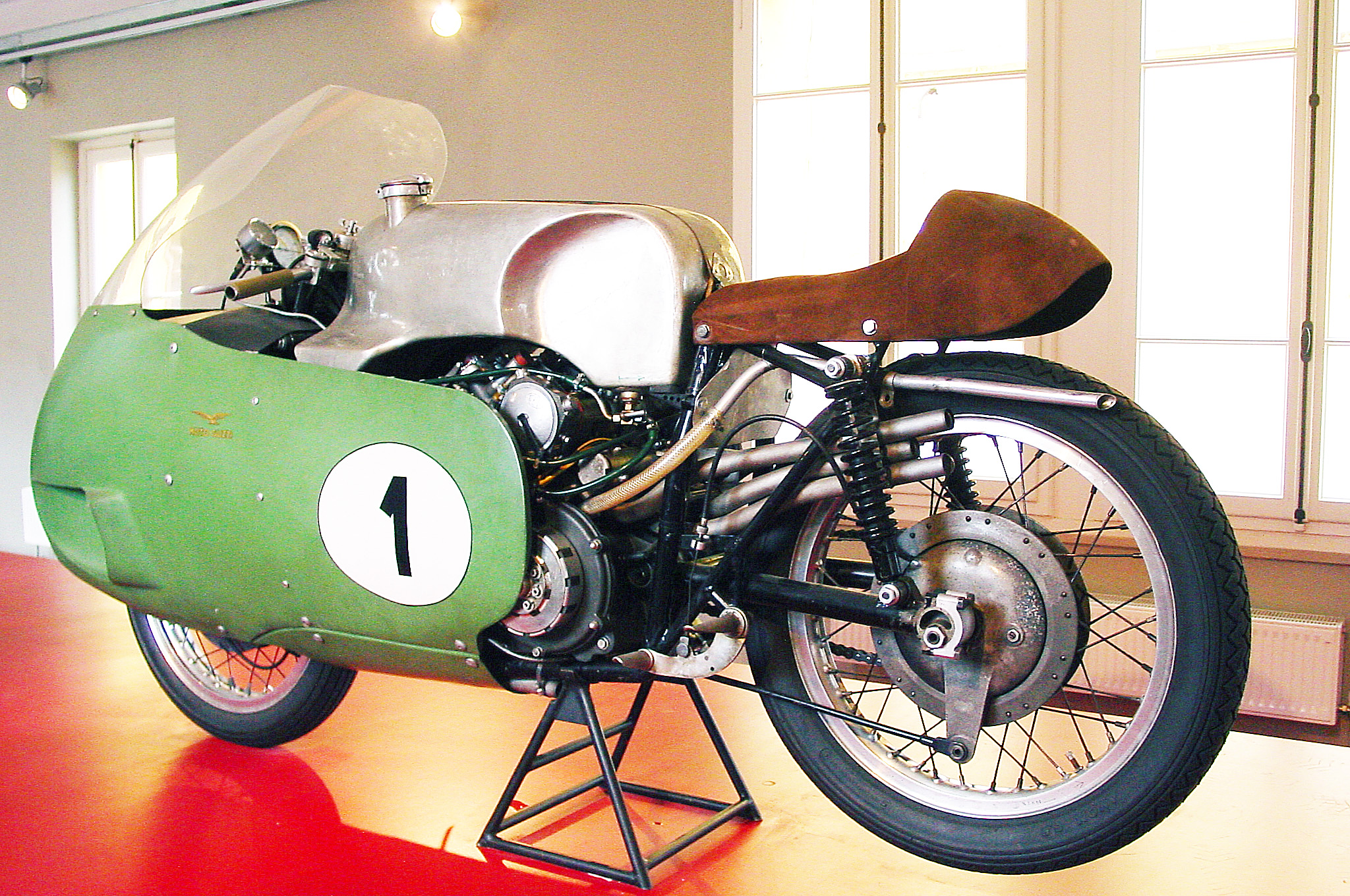
De Moto Guzzi V8 debuteerde tijdens de trainingen in Spa-Francorchamps, maar werd in de race niet gebruikt.

Het meest spectaculair in de Belgische Grand Prix was wellicht het optreden van Duilio Agostini in de trainingen. Na veel geruchten, vooral door teamchef Fergus Anderson de wereld ingestuurd, bleek dat de nieuwe 500cc-Moto Guzzi een V8 was. Zo kon het publiek in elk geval tijdens de trainingen het unieke achtcilinder-geluid horen, want in de race kwam de Moto Guzzi Otto Cilindri niet aan de start. Het team van Moto Guzzi was bepaald niet op volle sterkte verschenen. Naast Agostini, logischerwijs aanwezig omdat hij de testrijder van de V8 was, reed manager Anderson ook weer eens mee. Hij liet Ken Kavanagh thuis. Bill Lomas startte alleen in de 350cc-race en Dickie Dale was mogelijk nog steeds geblesseerd. Gilera trad juist op volle sterkte aan. Behalve de "normale" fabriekscoureurs kreeg Pierre Monneret zijn tweede kans met de Gilera 500 4C en werd ook de Belg Léon Martin van een dergelijke machine voorzien. Alleen Libero Liberati ontbrak, zoals meestal omdat hij zich moest concentreren op het kampioenschap van Italië. MV Agusta stuurde alleen Carlo Bandirola (derde in het wereldkampioenschap) en Tito Forconi, maar zij vielen beiden uit. In de 350cc-klasse deed August Hobl het opnieuw goed met de door Helmut Görg en ingenieur Dörner helemaal vernieuwde DKW RM 350, maar Bill Lomas breidde zijn voorsprong in het klassement weer verder uit. BMW was oppermachtig in de zijspanklasse.
Dutch TT, Assen
Met het in zeer korte tijd gerealiseerde nieuwe circuit kon de TT-commissie, die uiteindelijk besloten had ook een groot deel van de kosten voor haar rekening te nemen, de 25e TT van Assen tot een groot feest maken. Dat feest werd echter verstoord door een rijdersstaking in de 350cc-klasse en een dreigende staking in de 500cc-klasse. Al tijdens de trainingen ontstond er onrust in het rennerskwartier, waar vooral Australische, Nieuw-Zeelandse en Britse privérijders kampeerden. Hoewel het circuit nieuw was, waren deze coureurs helemaal niet te spreken over de armoedige omstandigheden waaronder ze moesten werken. Onder hen was Keith Campbell, die niet eens had willen inschrijven omdat hij liever deelnam aan lucratieve internationale races met hogere start- en prijzengelden. Hij was benaderd door de TT-organisatie, waarschijnlijk na zijn derde plaats in de GP van België. Er was met hem geen startgeld afgesproken (de meeste rijders hadden de afspraak in hun inschrijfformulier staan: 400- tot 700 gulden voor starts in twee klassen). In Assen zou hij alleen in de 350cc-klasse kunnen starten, omdat hij in Schotten twee blokken kapot had gedraaid en er slechts één kon repareren. Men bood hem voor één start 300 gulden. Daar was Campbell niet tevreden mee, temeer omdat hem dat pas op het circuit werd meegedeeld en hij in België zo sterk had gereden. Campbell en zijn helper Bob Edmonds werden zo de initiatiefnemers van de rijdersstaking in de 350cc-klasse. Die vond plaats één ronde na de start van de 350cc-klasse om 11.30 uur. De meeste 350cc-coureurs stonden ook voor de 500cc-klasse ingeschreven en het was voor de organisatie belangrijk om een herhaling tijdens die race te voorkomen. Zo kon er tot 16.15 uur, de starttijd van de 500cc-race, onderhandeld worden. De Australiërs benaderden Geoff Duke om voor hen te lobbyen bij het TT-bestuur. Duke zette hun argumenten kracht bij door te dreigen dat ook het fabrieksteam van Gilera niet van start zou gaan. Hij had daarover al overlegd met Reg Armstrong, Alfredo Milani en Giuseppe Colnago. MV Agusta werd niet in de plannen betrokken, maar begon wel de motorfietsen in de vrachtauto te laden toen men hoorde van de staking. Zo groeide een relatief kleine actie van twaalf privérijders eigenlijk buiten proportie. Uiteindelijk ging de organisatie vlak voor de 500cc-race overstag en ze betaalde in totaal 19.000 gulden aan extra startgelden uit, niet alleen aan de stakers, maar aan alle deelnemers. Voor de coureurs het geld kregen moesten ze een verklaring ondertekenen dat ze de verhoging van het startgeld onder dreiging van een staking hadden afgedwongen én dat hun verklaring zou worden gebruikt om het gebeurde aan Commission Sportive Internationale van de FIM te rapporteren.
Ulster Grand Prix, Dundrod
In Ulster had men drie dagen nodig om slechts drie klassen te laten racen. Dat het publiek langs het Dundrod Circuit niets hoefde te betalen (openbare weg) was terecht: van de top tien in de 500cc-stand kwam helemaal niemand aan de start. Gilera bleef helemaal thuis, MV Agusta stuurde alleen de 250cc-rijders en Moto Guzzi gaf voor de gelegenheid een 500cc-racer aan Bill Lomas, maar Ken Kavanagh en Duilio Agostini kwamen niet opdagen. De privérijders, die zich op 25 augustus in Nederland moesten verantwoorden voor de rijdersstaking tijdens de TT van Assen, gebruikten de Ulster Grand Prix om de Professional Riders Association op te richten, die door de KNMV als partij niet werd geaccepteerd omdat ze ten tijde van het gebeurde nog niet bestond.
Nations GP, Monza
Meer dan 100.000 toeschouwers zagen in Monza vijf races, maar in de meeste klassen was de spanning om de wereldtitels al verdwenen. In de 250cc-klasse was er nog enige spanning: Cecil Sandford kon de wereldtitel nog van Hermann Paul Müller afnemen en tot nu toe hadden de vijf wedstrijden allemaal een andere winnaar gehad.

## 500cc-klasse
Nadat hij onenigheid had gekregen met het team van Gilera, dat hem in 1954 slechts mondjesmaat gesteund had, stapte Umberto Masetti over naar MV Agusta. De 500cc-klasse was in 1955 qua motorfietsen een zuiver Italiaanse aangelegenheid. De eerste twee plaatsen in het kampioenschap gingen naar Gilera met Geoff Duke en Reg Armstrong, maar MV Agusta had de aansluiting gevonden en Umberto Masetti werd derde. BMW baarde weliswaar opzien met de RS 54, maar de roekeloze stijl van Walter Zeller leverde uiteindelijk slechts een tweede plaats in de Grand Prix van Duitsland op en dat was de enige wedstrijd waarin hij startte. Zeller werd met die ene wedstrijd tiende in het kampioenschap. Fergus Anderson was de nieuwe teammanager bij Moto Guzzi, maar stapte na een jaar al op na onenigheid over zijn bevoegdheden. Moto Guzzi werkte intussen aan de Otto Cilindri V8.
GP van Spanje, Montjuïc
Regerend wereldkampioen Geoff Duke viel uit door ontstekingsproblemen, maar zijn Gilera-teamgenoot Reg Armstrong won de race voor Carlo Bandirola, die ondanks zijn snelste ronde toch op ruim een halve minuut achterstand werd gereden. Op zijn beurt bleef hij Umberto Masetti ook weer 40 seconden voor. Slechts acht deelnemers bereikten de finish.
GP van Frankrijk, Reims
Slechts vier merken met achttien coureurs traden aan in de 500cc-race: Gilera, Matchless, MV Agusta en Norton. Dat laatste merk had echter geen fabrieksteam meer en de inzet was dus te danken aan privérijders met een Norton Manx. Ook de inzet van Matchless was nogal beperkt, want de Matchless G45 was geen serieuze kandidaat voor de prijzen. Belangrijkste afwezige was Moto Guzzi, dat de moed had opgegeven om met de Quattro Cilindri te winnen, maar nog lang niet klaar was met de ontwikkeling van de nieuwe Otto Cilindri. Geoff Duke, die in de Grand Prix van Spanje was uitgevallen met ontstekingsproblemen, won voor zijn teamgenoot Libero Liberati. Overtuigend, want Duke had op de streep precies twee minuten voorsprong. Reg Armstrong werd op nog grotere achterstand gereden, maar bleef dankzij zijn derde plaats aan de leiding van de WK-stand. Slechts elf rijders haalden de finish. Daaronder was zijspancoureur Florian Camathias, die verdienstelijk zevende werd. Ook Francis Flahaut, de bakkenist van zijspancoureur Jean Murit kwam aan de start, maar hij viel uit.
Isle of Man TT, Mountain Course
Het team van MV Agusta was met haar 500cc-machines niet naar het Eiland Man gekomen. Het had vrijwel geen coureurs die de Snaefell Mountain Course kenden. Alleen Carlo Bandirola had in 1953 een keer deelgenomen aan de Senior TT, maar was toen gestopt nadat zijn teamgenoot Les Graham dodelijk was verongelukt. Daarom had men Ray Amm aangetrokken. Die had al drie keer op de Mountain Course gewonnen, maar was in april dodelijk verongelukt tijdens de Coppa d'Oro Shell op Imola. In de derde ronde reed Geoff Duke de snelste ronde ooit, naar veel later bleek net niet met 100 mijl per uur gemiddeld. Hij domineerde de Senior TT en won met bijna twee minuten voorsprong op zijn teamgenoot Reg Armstrong. Het Moto Guzzi-team startte nog met de Quattro Cilindri uit 1952, waarmee Ken Kavanagh weliswaar derde werd, maar met bijna vijf minuten achterstand.
GP van Duitsland, Nordschleife
Door zijn overwinning in Duitsland nam Geoff Duke de leiding in het wereldkampioenschap over van zijn teamgenoot Reg Armstrong, die uitviel. Walter Zeller kwam met de BMW RS 54 op de tweede plaats met 24 seconden achterstand, maar toch nog drie minuten sneller dan Carlo Bandirola met de MV Agusta 500 4C.
GP van België, Spa-Francorchamps
De beide kopmannen van Gilera, Geoff Duke en Reg Armstrong, vielen allebei uit, maar hun voorsprong in het WK werd niet bedreigd. Ondanks dat stonden er toch drie Gilera-rijders op het erepodium. Giuseppe Colnago als vaste fabrieksrijder voor de gastrijders Pierre Monneret en Léon Martin. Duilio Agostini werd vierde, mogelijk met een Moto Guzzi Monocilindrica 500, maar waarschijnlijker met een Quattro Cilindri.
Dutch TT, Assen
Na alle consternatie tussen de 350- en de 500cc-race gingen de coureurs rond half vijf van start, aanvankelijk aangevoerd door Reg Armstrong. Na zes ronden nam Geoff Duke de leiding over om uiteindelijk met ruim een halve minuut te winnen. Achter Armstrong was Drikus Veer, met de reserve-Gilera 500 4C van Duke, van de elfde plaats opgeklommen naar de derde, waar hij in gevecht was met Umberto Masetti. Drie ronden voor de finish maakte Veer een foutje waardoor Masetti alsnog derde werd. Drikus Veer was de eerste Nederlander die in de 500cc-klasse punten scoorde. Voor Geoff Duke was de dag nog beter: hij was nu al zeker van zijn zesde wereldtitel.
Ulster Grand Prix, Dundrod
Zonder de deelname van de beste coureurs uit de 500cc-klasse werd de race vooral een grote tegenslag voor Norton, dat weliswaar geen fabrieksteam meer had, maar terecht had gehoopt op een overwinning. Moto Guzzi had haar Quattro Cilindri terzijde geschoven en was nog niet klaar met de ontwikkeling van de Otto Cilindri, maar had intussen de eencilinder Monocilindrica 500 van twee bovenliggende nokkenassen voorzien. Bill Lomas won er de race mee voor John Hartle (Norton) en Dickie Dale, eveneens met een Monocilindrica 500. De overige punten werden verdeeld onder privérijders.
Nations GP, Monza
In de 500cc-race ging Geoff Duke aanvankelijk aan de leiding en hij reed ook de snelste ronde, maar toen hij problemen kreeg met zijn Gilera 500 4C werd hij gepasseerd door MV Agusta-rijder Umberto Massetti en door Reg Armstrong, die zijn Gilera slechts een halve seconde later over de streep stuurde. Duke zat toen ook nog in de kopgroep en finishte een seconde later.

### Uitslagen 500cc-klasse
|   | Datum       | Race              | Circuit                  | 1e               | 2e              | 3e              | Snelste ronde               |
| - | ----------- | ----------------- | ------------------------ | ---------------- | --------------- | --------------- | --------------------------- |
| 1 | 1 mei       | GP van Spanje     | Montjuïc                 | Reg Armstrong    | Carlo Bandirola | Umberto Masetti | Carlo Bandirola             |
| 2 | 15 mei      | GP van Frankrijk  | Reims                    | Geoff Duke       | Libero Liberati | Reg Armstrong   | Geoff Duke                  |
| 3 | 10 juni     | Isle of Man TT    | Mountain Course          | Geoff Duke       | Reg Armstrong   | Ken Kavanagh    | Geoff Duke                  |
| 4 | 26 juni     | GP van Duitsland  | Nürburgring Nordschleife | Geoff Duke       | Walter Zeller   | Carlo Bandirola | Geoff Duke                  |
| 5 | 3 juli      | GP van België     | Spa-Francorchamps        | Giuseppe Colnago | Pierre Monneret | Léon Martin     | Geoff Duke                  |
| 6 | 16 juli     | TT van Assen      | Assen                    | Geoff Duke       | Reg Armstrong   | Umberto Masetti | Geoff Duke en Reg Armstrong |
| 7 | 13 augustus | Ulster Grand Prix | Dundrod                  | Bill Lomas       | John Hartle     | Dickie Dale     | Bill Lomas                  |
| 8 | 4 september | GP des Nations    | Monza                    | Umberto Masetti  | Reg Armstrong   | Geoff Duke      | Geoff Duke                  |

### Eindstand 500cc-klasse
| Pos. | Coureur          | Motorfiets | Ptn. |
| ---- | ---------------- | ---------- | ---- |
| 1    | Geoff Duke       | Gilera     | 36   |
| 2    | Reg Armstrong    | Gilera     | 30   |
| 3    | Umberto Masetti  | MV Agusta  | 19   |
| 4    | Giuseppe Colnago | Gilera     | 13   |
| 5    | Carlo Bandirola  | MV Agusta  | 10   |
| 6    | Bill Lomas       | Moto Guzzi | 8    |
| 7    | Libero Liberati  | Gilera     | 6    |
| 7    | Walter Zeller    | BMW        | 6    |
| 7    | Pierre Monneret  | Gilera     | 6    |
| 7    | John Hartle      | Norton     | 6    |
| 11   | Bob McIntyre     | Norton     | 5    |
| 12   | Ken Kavanagh     | Moto Guzzi | 4    |
| 12   | Léon Martin      | Gilera     | 4    |
| 12   | Dickie Dale      | Moto Guzzi | 4    |
| 15   | Tito Forconi     | MV Agusta  | 4    |

| Pos. | Coureur           | Motorfiets | Ptn. |
| ---- | ----------------- | ---------- | ---- |
| 16   | Orlando Valdinoci | Gilera     | 3    |
| 16   | Jack Brett        | Norton     | 3    |
| 16   | Duilio Agostini   | Moto Guzzi | 3    |
| 16   | Drikus Veer       | Gilera     | 3    |
| 20   | Nello Pagani      | MV Agusta  | 2    |
| 20   | Jacques Collot    | Norton     | 2    |
| 20   | Auguste Goffin    | Norton     | 2    |
| 20   | Bob Brown         | Matchless  | 2    |
| 20   | Peter Murphy      | Matchless  | 2    |
| 20   | Alfredo Milani    | Gilera     | 2    |
| 26   | Firmin Dauwe      | Norton     | 1    |
| 26   | Derek Ennett      | Matchless  | 1    |
| 26   | Jack Ahearn       | Norton     | 1    |
| 26   | John Storr        | Norton     | 1    |
| 26   | Eddie Grant       | Norton     | 1    |
| 26   | John Clark        | Matchless  | 1    |
| 26   | Ernst Riedelbauch | BMW        | 1    |

### Constructeurstitel 500cc-klasse
| Pos. | Constructeur | Ptn.    |
| ---- | ------------ | ------- |
| 1    | Gilera       | 40 (54) |
| 2    | MV Agusta    | 25      |
| 3    | Moto Guzzi   | 15      |
| 4    | Norton       | 14 (15) |
| 5    | BMW          | 7       |
| 6    | Matchless    | 5       |

(Punten tussen haakjes zijn inclusief streepresultaten)

## 350cc-klasse
In 1955 was de 350cc-klasse onbetwist voor de Moto Guzzi Monocilindrica 350. Bill Lomas werd er wereldkampioen mee en Dickie Dale werd tweede. August Hobl kon daar met zijn tweetakt DKW driecilinder niets aan veranderen, maar werd wel derde. John Surtees haalde de hoogste klassering voor een Britse motorfiets. Hij werd met zijn Norton Manx zesde in het kampioenschap.
GP van Frankrijk, Reims
Nu Norton en AJS hun fabrieksteams hadden opgegeven stond niets de Moto Guzzi Monocilindrica 350 meer in de weg: Het hele podium werd bezet door Moto Guzzi-coureurs. Toch was de winnaar verrassend: Duilio Agostini was een goed coureur in de Italiaanse kampioenschappen maar werkte vooral samen met ingenieur Giulio Cesare Carcano als testrijder aan de nieuwe machines. Het was zijn eerste overwinning in een WK-race, maar ook zijn laatste. Dickie Dale en Roberto Colombo stonden naast hem op het podium.
Isle of Man TT, Mountain Course
Omdat Dickie Dale geblesseerd was had Moto Guzzi een probleem. Enrico Lorenzetti kende de Mountain Course wel, maar had er alleen met lichte machines gereden. Roberto Colombo had er nooit gereden. Zo bleven alleen Cecil Sandford en Ken Kavanagh als kenners van het circuit over. Voor de zekerheid vroeg men MV Agusta-rijder Bill Lomas om Dale te vervangen. Kavanagh viel echter uit en Sandford kon niet op tegen Bob McIntyre met de Norton Manx. Dat lukte Lomas wel, zij het na een flink gevecht met McIntyre. Zo zorgde Bill Lomas ervoor dat voor het eerst in de geschiedenis een niet-Britse machine de Junior TT won. Dat was twee dagen nadat hij voor zijn eigenlijke werkgever MV Agusta ook al de Lightweight 250 cc TT had gewonnen.
GP van Duitsland, Nordschleife
Bill Lomas, eigenlijk fabriekscoureur voor MV Agusta in de 125- en 250cc-klasse, won als vervanger van Dickie Dale zijn tweede 350cc-race met de Moto Guzzi Monocilindrica 350. Hoewel die machine als oppermachtig te boek stond, werd August Hobl met de DKW RM 350 tweede voor John Surtees met de Norton 40M. Pas daarachter volgden de Moto Guzzi-rijders Cecil Sandford en Ken Kavanagh. Omdat Duilio Agostini niet scoorde kwam invaller Lomas nu zelfs alleen aan de leiding van de WK-stand.
GP van België, Spa-Francorchamps
Bill Lomas hoefde niet aan te treden voor zijn eigenlijke werkgever MV Agusta, want daarvoor reed hij alleen in de 125- en de 250cc-klasse. Moto Guzzi had hem aangetrokken als vervanger van de geblesseerde Dickie Dale, maar Lomas won nu al zijn derde Grand Prix voor het merk. August Hobl was de enige die hem nog enigszins kon volgen: hij finishte 15 seconden achter Lomas, maar twee minuten voor Keith Campbell, Cecil Sandford en Roberto Colombo.
Dutch TT, Assen
De 350cc-race ging normaal van start, maar bij de doorkomst na de eerste ronde stuurden twaalf privérijders hun machines de pit in en was deel een van de rijdersstaking een feit. Ook Francis Flahaut, meestal bakkenist van Jean Murit en in de zijspanklasse als vierde geëindigd, reed de pit in, maar het was niet duidelijk of hij dat ook uit protest deed. Ken Kavanagh won de race met slechts 0,2 seconde voorsprong op stalgenoot Bill Lomas, die aan 6 punten wel genoeg had om zich nu al wereldkampioen te mogen noemen. Dickie Dale werd met de derde Moto Guzzi derde voor August Hobl, die met de DKW RM 350 in het begin nog aan de leiding had gereden.
Ulster Grand Prix, Dundrod
Kerverse wereldkampioen Bill Lomas won ook de Ulster Grand Prix voor Norton-privérijders John Hartle en John Surtees.
Nations GP, Monza
Zoals verwacht werd de 350cc-klasse weer een succes voor Moto Guzzi. Geen enkel ander merk had een race gewonnen, en dit keer won Dickie Dale zijn eerste race van het jaar. Onverwacht was dat ook niet, want Dale startte lang niet altijd, maar als hij dat deed kwam hij ook op het podium. Wereldkampioenm Bill Lomas werd tweede op 0,1 seconde en Ken Kavanagh werd derde.

### Uitslagen 350cc-klasse
|   | Datum       | Race              | Circuit                  | 1e              | 2e           | 3e              | Snelste ronde   |
| - | ----------- | ----------------- | ------------------------ | --------------- | ------------ | --------------- | --------------- |
| 1 | 15 mei      | GP van Frankrijk  | Reims                    | Duilio Agostini | Dickie Dale  | Roberto Colombo | Duilio Agostini |
| 2 | 10 juni     | Isle of Man TT    | Mountain Course          | Bill Lomas      | Bob McIntyre | Cecil Sandford  | Bill Lomas      |
| 3 | 26 juni     | GP van Duitsland  | Nürburgring Nordschleife | Bill Lomas      | August Hobl  | John Surtees    | Bill Lomas      |
| 4 | 3 juli      | GP van België     | Spa-Francorchamps        | Bill Lomas      | August Hobl  | Keith Campbell  | Bill Lomas      |
| 5 | 16 juli     | TT van Assen      | Assen                    | Ken Kavanagh    | Bill Lomas   | Dickie Dale     | Dickie Dale     |
| 6 | 13 augustus | Ulster Grand Prix | Dundrod                  | Bill Lomas      | John Hartle  | John Surtees    | Bill Lomas      |
| 7 | 4 september | GP des Nations    | Monza                    | Dickie Dale     | Bill Lomas   | Ken Kavanagh    | Bill Lomas      |

### Eindstand 350cc-klasse
| Pos. | Coureur         | Motorfiets | Ptn.    |
| ---- | --------------- | ---------- | ------- |
| 1    | Bill Lomas      | Moto Guzzi | 32 (44) |
| 2    | Dickie Dale     | Moto Guzzi | 18      |
| 3    | August Hobl     | DKW        | 17      |
| 4    | Ken Kavanagh    | Moto Guzzi | 14      |
| 5    | Cecil Sandford  | Moto Guzzi | 13      |
| 6    | John Surtees    | Norton     | 11      |
| 7    | Duilio Agostini | Moto Guzzi | 8       |
| 8    | Bob McIntyre    | Norton     | 8       |
| 9    | John Hartle     | Norton     | 7       |

| Pos. | Coureur           | Motorfiets | Ptn. |
| ---- | ----------------- | ---------- | ---- |
| 10   | Roberto Colombo   | Moto Guzzi | 7    |
| 11   | Keith Campbell    | Norton     | 4    |
| 12   | Auguste Goffin    | Norton     | 3    |
| 12   | Enrico Lorenzetti | Moto Guzzi | 3    |
| 14   | Peter Murphy      | AJS        | 3    |
| 14   | Karl Hofmann      | DKW        | 3    |
| 16   | Maurice Quincey   | Norton     | 2    |
| 17   | Hans Bartl        | DKW        | 2    |
| 18   | Jacques Collot    | Norton     | 1    |

(Punten tussen haakjes zijn inclusief streepresultaten)

### Constructeurstitel 350cc-klasse
| Pos. | Constructeur | Ptn.    |
| ---- | ------------ | ------- |
| 1    | Moto Guzzi   | 32 (56) |
| 2    | Norton       | 20 (23) |
| 3    | DKW          | 17      |
| 4    | AJS          | 3       |

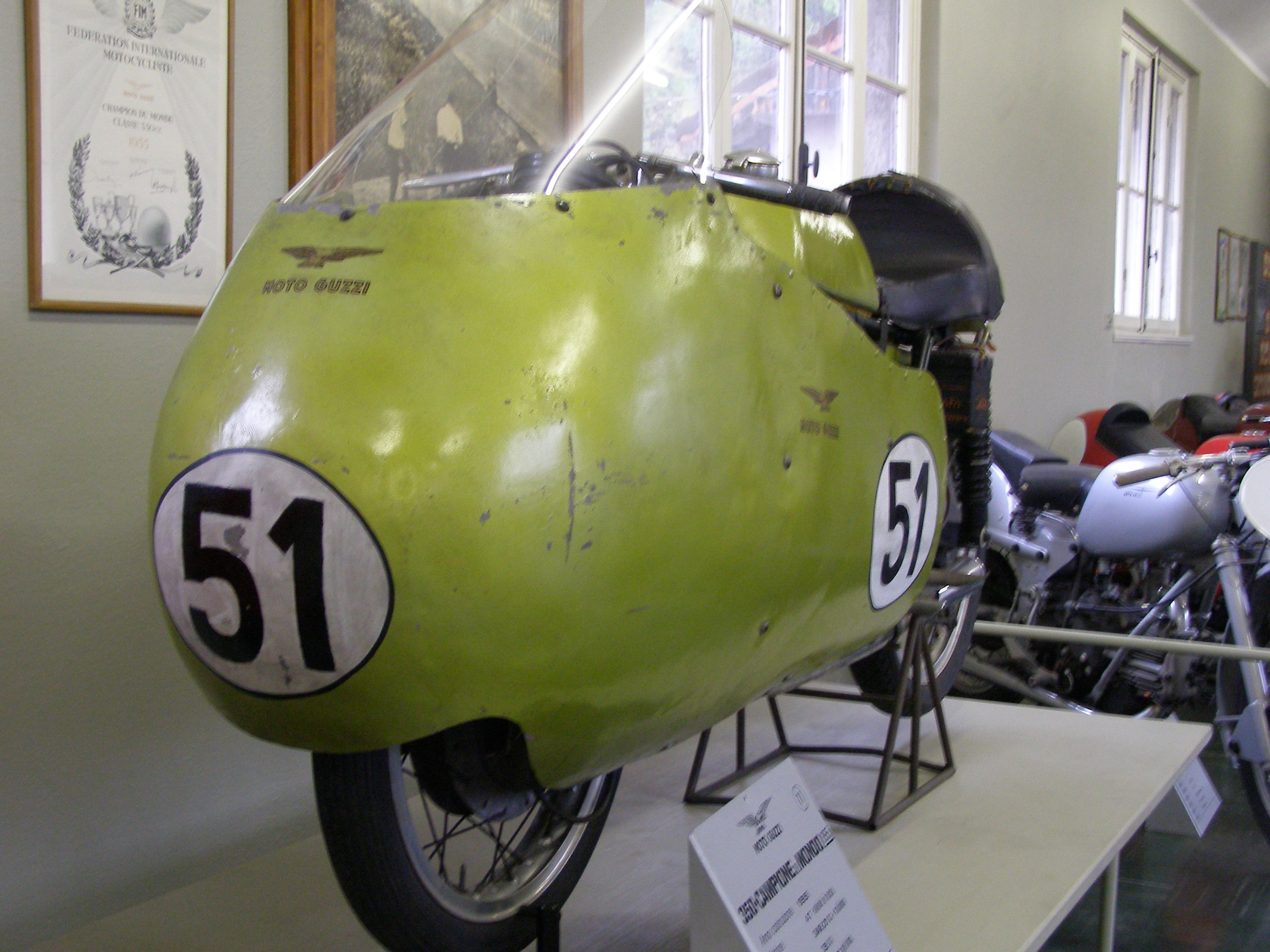
De Moto Guzzi Monocilindrica 350 was in 1955 onverslaanbaar

(Punten tussen haakjes zijn inclusief streepresultaten)

## 250cc-klasse
Hoewel NSU officieel gestopt was als fabrieksteam, wist Hermann Paul Müller de titel te pakken in 1955. Hij deed dat echter niet met de fabrieksracer "Rennmax", maar met een "Sportmax", rechtstreeks afgeleid van de machine die bij elke NSU-dealer te koop was. Er reden twee aanstaande topcoureurs met NSU's, zoals Sammy Miller (die vooral naam zou maken als trialrijder) en John Surtees. Verder was het Italië wat de klok sloeg: Cecil Sandford en Bill Lomas werden met Moto Guzzi Bialbero 250 tweede en derde. Bill Lomas miste de titel door een reglementaire fout: hij had in Assen met draaiende motor getankt en daardoor twee punten aftrek gekregen. Zowel Mondial als MV Agusta hadden in de winter van 1954-1955 hun 175cc-sportmotortjes snel genoeg gemaakt om er in de 250cc-klasse mee te starten. De MV was opgeboord tot 203 cc en Luigi Taveri en Umberto Masetti werden er vierde en vijfde mee.
Isle of Man TT, Clypse Course
Bill Lomas won de Lightweight 250 cc TT met de nog niet doorontwikkelde MV Agusta 203 Bialbero, feitelijk een opgeboorde 125 Bialbero. Maar nu NSU gestopt was, was die machine sterk genoeg om de Moto Guzzi Bialbero 250 te verslaan. Moto Guzzi had ook alleen Cecil Sandford afgevaardigd. Enrico Lorenzetti bleef in Italië en Arthur Wheeler reed als privérijder. Hermann Paul Müller kon niet meer beschikken over zijn fabrieks-NSU Rennmax, maar Karl Kleinbach had op basis van de NSU Max 251 OSB een productieracer gemaakt, de NSU Sportmax. Die was veel minder sterk dan de Rennmax, maar Müller werd er toch derde mee. 
GP van Duitsland, Nordschleife
"HP" Müller had op de Clypse Course nog vijf minuten achterstand opgelopen op Bill Lomas met zijn MV Agusta Bialbero 203, maar zijn NSU Sportmax was dan ook een productieracer, gebaseerd op de NSU Max 251 OSB, die iedereen zo kon kopen. In Duitsland won hij met een minuut voorsprong op Wolfgang Brand, ook op een NSU Sportmax en Cecil Sandford met zijn Moto Guzzi Bialbero 250. Müller nam zo de leiding in de WK-stand.
Dutch TT, Assen
De 250cc-race in Assen werd gewonnen door Bill Lomas, die echter tijdens het bijtanken zijn motor had laten draaien en daarom als tweede werd geklasseerd. Er werd echter beroep aangetekend, waardoor Lomas aanvankelijk door de sportcommissie van de KNMV toch tot winnaar werd verklaard. Hermann Paul Müller ging hiertegen in beroep bij de FIM, die Lomas ten slotte helemaal uit de uitslag schrapte. De overwinning ging nu naar zijn teamgenoot Luigi Taveri, voor Umberto Masetti en Hermann Paul Müller.
Ulster Grand Prix, Dundrod
Hermann Paul Müller wist nog niet precies hoeveel punten hij had, want hij had een protest ingediend tegen de overwinning van Bill Lomas in Assen (Lomas had daar getankt zonder zijn motor af te zetten). Daarom was het van belang dat hij in Ulster zou winnen, maar dat lukte niet. Het werd een succes voor de NSU Sportmax-productieracer omdat John Surtees won voor Sammy Miller, maar Müller werd slechts zesde. Een meevaller was dat concurrent Cecil Sandford slechts vijfde werd, waardoor Müller aan de leiding van het wereldkampioenschap bleef.
Nations GP, Monza
Carlo Ubbiali startte voor het eerst in de 250cc-klasse, want hij had zich geconcentreerd op de 125cc-klasse, waarin hij wereldkampioen was geworden. Hij won deze race met slechts 0,3 seconde verschil voor Hans Baltisberger met de NSU Sportmax. Sammy Miller werd derde en Hermann Paul Müller vierde. Müller was daarmee ook wereldkampioen. Alleen Moto Guzzi-rijder Cecil Sandford had hem theoretisch nog van de titel af kunnen houden, maar hij komt in de uitslag niet voor.

### Uitslagen 250cc-klasse
|   | Datum       | Race              | Circuit                  | 1e                  | 2e                | 3e                  | Snelste ronde       |
| - | ----------- | ----------------- | ------------------------ | ------------------- | ----------------- | ------------------- | ------------------- |
| 1 | 8 juni      | Isle of Man TT    | Clypse Course            | Bill Lomas          | Cecil Sandford    | Hermann Paul Müller | Bill Lomas          |
| 2 | 26 juni     | GP van Duitsland  | Nürburgring Nordschleife | Hermann Paul Müller | Wolfgang Brand    | Cecil Sandford      | Hermann Paul Müller |
| 3 | 16 juli     | TT van Assen      | Assen                    | Luigi Taveri        | Umberto Masetti   | Hermann Paul Müller | Bill Lomas          |
| 4 | 13 augustus | Ulster Grand Prix | Dundrod                  | John Surtees        | Sammy Miller      | Umberto Masetti     | John Surtees        |
| 5 | 4 september | GP des Nations    | Monza                    | Carlo Ubbiali       | Hans Baltisberger | Sammy Miller        | Hans Baltisberger   |

### Eindstand 250cc-klasse
| Pos. | Coureur             | Motorfiets | Ptn.    |
| ---- | ------------------- | ---------- | ------- |
| 1    | Hermann Paul Müller | NSU        | 19 (20) |
| 2    | Cecil Sandford      | Moto Guzzi | 14      |
| 3    | Bill Lomas          | MV Agusta  | 13      |
| 4    | Luigi Taveri        | MV Agusta  | 11      |
| 5    | Umberto Masetti     | MV Agusta  | 11      |
| 6    | Sammy Miller        | NSU        | 10      |
| 7    | John Surtees        | NSU        | 8       |
| 7    | Carlo Ubbiali       | MV Agusta  | 8       |

| Pos. | Coureur           | Motorfiets    | Ptn. |
| ---- | ----------------- | ------------- | ---- |
| 9    | Wolfgang Brand    | NSU           | 6    |
| 10   | Hans Baltisberger | NSU           | 6    |
| 11   | Arthur Wheeler    | Moto Guzzi    | 6    |
| 12   | Enrico Lorenzetti | Moto Guzzi    | 3    |
| 13   | Dave Chadwick     | RDS-Velocette | 2    |
| 14   | Bill Webster      | Velocette     | 1    |
| 15   | Helmut Hallmeier  | NSU           | 1    |

(Punten tussen haakjes zijn inclusief streepresultaten)

### Constructeurstitel 250cc-klasse
| Pos. | Constructeur  | Ptn.    |
| ---- | ------------- | ------- |
| 1    | MV Agusta     | 28 (31) |
| 2    | NSU           | 20 (30) |
| 3    | Moto Guzzi    | 15      |
| 4    | RDS-Velocette | 2       |
| 5    | Velocette     | 1       |

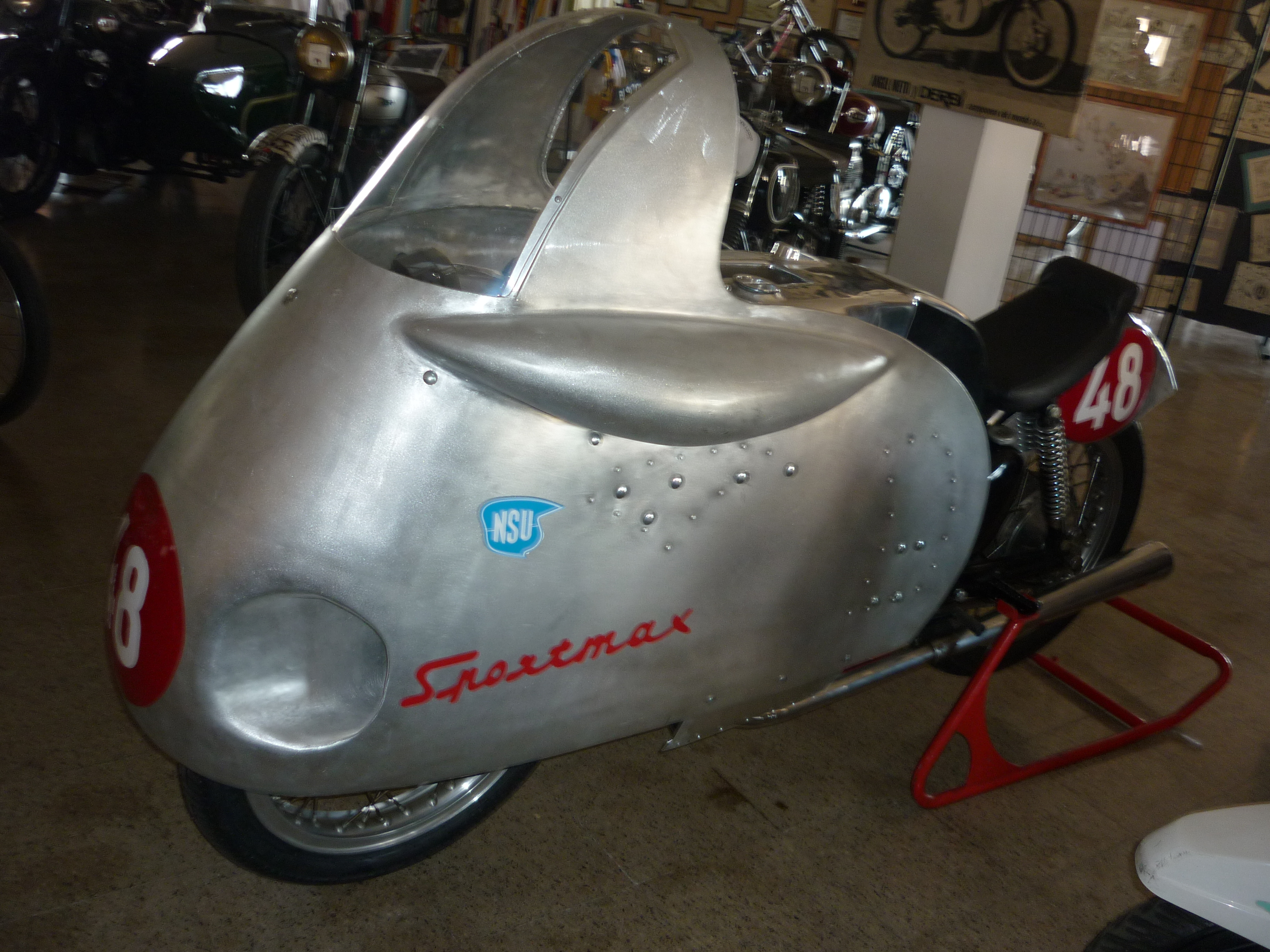
NSU Sportmax

(Punten tussen haakjes zijn inclusief streepresultaten)

## 125cc-klasse
In 1955 was de 125cc-klasse een prooi voor MV Agusta, dat de eerste drie plaatsen in het kampioenschap bezette met Carlo Ubbiali, Luigi Taveri en Remo Venturi.
GP van Spanje, Montjuïc
Nu NSU zich had teruggetrokken was de weg in de 125cc-klasse weer vrij voor de Italiaanse merken. Luigi Taveri had het seizoen 1954 al afgesloten op een MV Agusta 500 4C, maar kwam nu in de lichtere klassen aan de start. Hij won de 125cc-race met de MV Agusta 125 Bialbero voor Romolo Ferri met de Mondial, die vlak voor Carlo Ubbiali finishte.
GP van Frankrijk, Reims
Luigi Taveri werd weliswaar tweede in Frankrijk, maar hij deed toch goede zaken omdat hij de eerste race al gewonnen had. Dit keer won Carlo Ubbiali en Mondial-rijder Giuseppe Lattanzi werd derde.
Isle of Man TT, Clypse Course
De Lightweight 125 cc TT mondde uit in een fel gevecht tussen Carlo Ubbiali en nieuwkomer Luigi Taveri. Taveri leidde aanvankelijk, maar Ubbiali wist hem met slechts twee seconden verschil te verslaan. Achter deze MV Agusta-teamgenoten werd Giuseppe Lattanzi met zijn Mondial derde.
GP van Duitsland, Nordschleife
MV Agusta bleef oppermachtig in de 125cc-klasse, zeker nu Mondial zich na het overlijden van Giuseppe Lattanzi had teruggetrokken. Carlo Ubbiali won met minimaal verschil voor zijn stalgenoten Luigi Taveri en Remo Venturi. De laatste punten waren voor de DDR-coureurs Bernhard Petruschke en Erhart Krumpholz met hun IFA's, het merk dat een jaar later MZ zou gaan heten.
Dutch TT, Assen
Er was maar weinig spanning in de 125cc-race. Al na dertien ronden hadden de MV Agusta-fabrieksrijders Carlo Ubbiali en Remo Venturi het hele veld op een ronde gereden. Aanvankelijk had Luigi Taveri de leiding, maar hij kwam ten val waarbij hij zijn stroomlijnkuip beschadigde en moest opgeven. De overwinning van Ubbiali betekende dat hij onbereikbaar was geworden voor de concurrentie en wereldkampioen 125 cc was.
Nations GP, Monza
Carlo Ubbiali, die al wereldkampioen was, won ook de laatste 125cc-race, zonder de grootste concurrenten, de coureurs van Mondial. Dat merk had zich teruggetrokken na het dodelijke ongeval van Giuseppe Lattanzi. Nu waren alle podiumplaatsen voor MV Agusta, met Remo Venturi op de tweede- en Angelo Copeta op de derde plaats.

### Uitslagen 125cc-klasse
|   | Datum       | Race             | Circuit                  | 1e            | 2e           | 3e                | Snelste ronde |
| - | ----------- | ---------------- | ------------------------ | ------------- | ------------ | ----------------- | ------------- |
| 1 | 1 mei       | GP van Spanje    | Montjuïc                 | Luigi Taveri  | Romolo Ferri | Carlo Ubbiali     | Luigi Taveri  |
| 2 | 15 mei      | GP van Frankrijk | Reims                    | Carlo Ubbiali | Luigi Taveri | Giuseppe Lattanzi | Romolo Ferri  |
| 3 | 8 juni      | Isle of Man TT   | Clypse Course            | Carlo Ubbiali | Luigi Taveri | Giuseppe Lattanzi | Carlo Ubbiali |
| 4 | 26 juni     | GP van Duitsland | Nürburgring Nordschleife | Carlo Ubbiali | Luigi Taveri | Remo Venturi      | Carlo Ubbiali |
| 5 | 16 juli     | TT van Assen     | Assen                    | Carlo Ubbiali | Remo Venturi | Rudolf Grimas     | Luigi Taveri  |
| 6 | 4 september | GP des Nations   | Monza                    | Carlo Ubbiali | Remo Venturi | Angelo Copeta     | Carlo Ubbiali |

### Eindstand 125cc-klasse
| Pos. | Coureur               | Motorfiets | Ptn.    |
| ---- | --------------------- | ---------- | ------- |
| 1    | Carlo Ubbiali         | MV Agusta  | 32 (44) |
| 2    | Luigi Taveri          | MV Agusta  | 26      |
| 3    | Remo Venturi          | MV Agusta  | 16      |
| 4    | Giuseppe Lattanzi (†) | Mondial    | 11      |
| 5    | Angelo Copeta         | MV Agusta  | 8       |
| 6    | Romolo Ferri          | Mondial    | 7       |
| 7    | Bill Webster          | MV Agusta  | 5       |
| 8    | Rudolf Grimas         | Mondial    | 4       |
| 9    | Tarquinio Provini     | Mondial    | 3       |
| 9    | Bill Lomas            | MV Agusta  | 3       |
| 9    | Karl Lottes           | MV Agusta  | 3       |
| 9    | August Hobl           | DKW        | 3       |

| Pos. | Coureur             | Motorfiets | Ptn. |
| ---- | ------------------- | ---------- | ---- |
| 13   | Bernhard Petruschke | IFA        | 2    |
| 13   | Willi Scheidhauer   | MV Agusta  | 2    |
| 13   | Siegfried Wünsche   | DKW        | 2    |
| 16   | Marcello Cama       | Montesa    | 1    |
| 16   | Ross Porter         | MV Agusta  | 1    |
| 16   | Erhart Krumpholz    | IFA        | 1    |
| 16   | Erich Wünsche       | DKW        | 1    |
| 16   | Paolo Campanelli    | Mondial    | 1    |

(Punten tussen haakjes zijn inclusief streepresultaten)

### Constructeurstitel 125cc-klasse
| Pos. | Constructeur | Ptn.    |
| ---- | ------------ | ------- |
| 1    | MV Agusta    | 32 (48) |
| 2    | Mondial      | 14      |
| 3    | DKW          | 3       |
| 4    | IFA          | 2       |
| 5    | Montesa      | 1       |

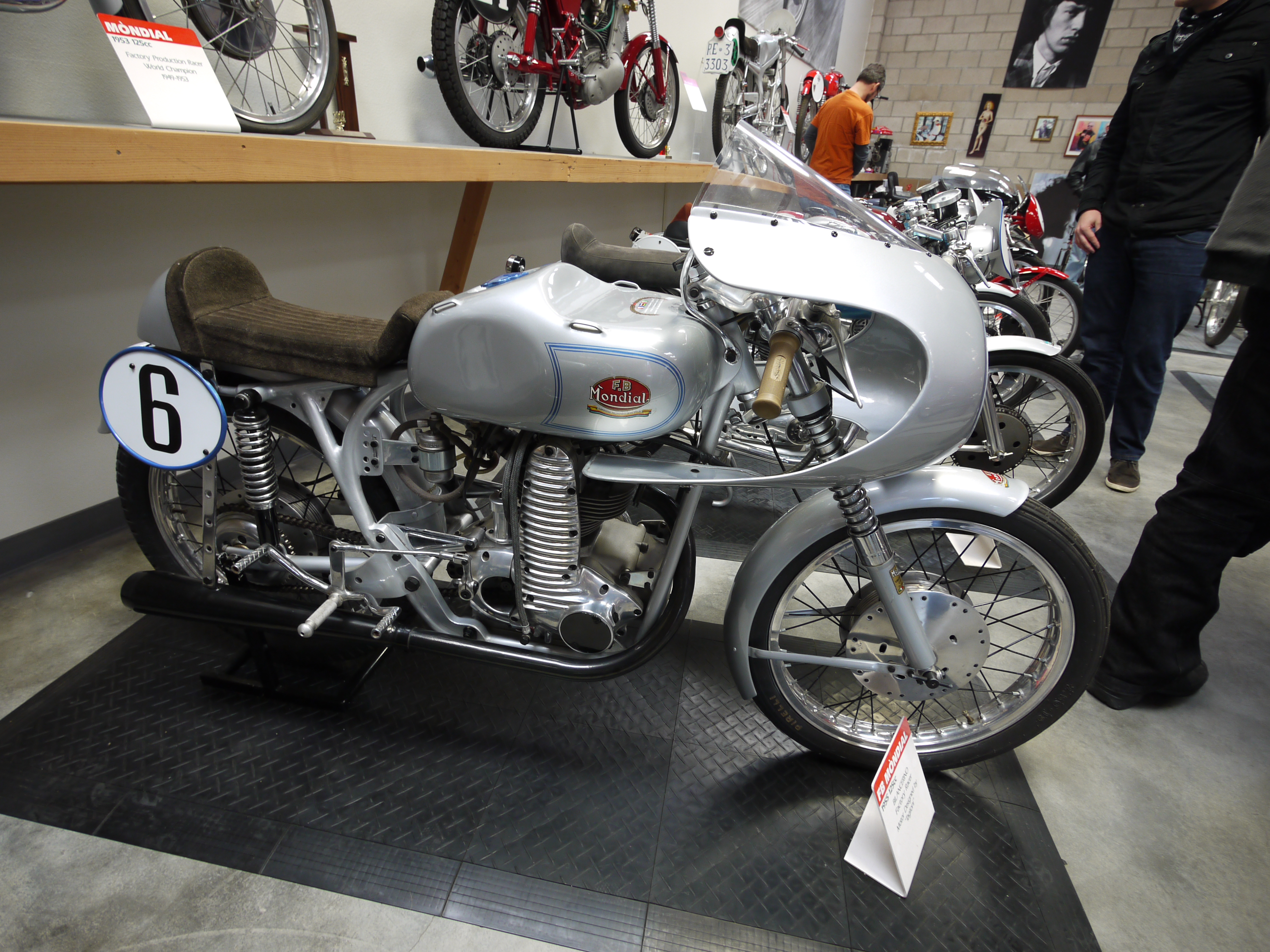
Mondial 125 Bilancerino

(Punten tussen haakjes zijn inclusief streepresultaten)

## Zijspanklasse
Na 1954 was het duidelijk dat de BMW's bijna niet meer te kloppen waren. Eric Oliver kreeg in 1955 weer een nieuwe bakkenist (Eric Bliss), maar nam slechts deel aan de Grand Prix van Spanje (derde), de TT van Man (uitgevallen) en de Grand Prix van België (dertiende). Met slechts vier punten eindigden ze op de tiende plaats in het wereldkampioenschap, waarbij ook nog een viertal Norton-combinaties (Jacques Drion/Inge Stoll, Cyril Smith/Stanley Dibben, Bill Boddice/William Storr en Bob Mitchell/Max George) hoger stonden. Het was dan ook een overtuigend seizoen voor BMW: Willi Faust en Karl Remmert werden wereldkampioen vóór Wilhelm Noll/Fritz Cron en de privérijders Walter Schneider/Hans Strauß. 
GP van Spanje, Montjuïc
Ook in de zijspanrace kwamen de regerende wereldkampioenen (Wilhelm Noll en Fritz Cron) niet aan de start, maar BMW was overduidelijk te sterk voor de Nortons. Willi Faust en Karl Remmert wonnen met bijna een minuut voorsprong op Cyril Smith en Stanley Dibben en met ruim twee minuten voorsprong op Eric Oliver met zijn nieuwe bakkenist Eric Bliss.
Isle of Man TT, Clypse Course
De Sidecar TT was teruggebracht tot negen ronden. Dat gebeurde waarschijnlijk door de weersomstandigheden. Regerend wereldkampioenen Wilhelm Noll/Fritz Cron reden weliswaar de snelste ronde, maar vielen uit, net als de winnaars van de GP van Spanje, Willi Faust/Karl Remmert. Ook andere favorieten haalden de eindstreep niet: Cyril Smith/Stanley Dibben en Eric Oliver/Les Nutt, waardoor Norton kansloos was. BMW had echter nog een ijzer in het vuur: de combinatie Walter Schneider/ Hans Strauß. Die kenden de Clypse Course, want ze waren er in 1954 al vierde geworden. Ze hadden op de eindstreep bijna vier minuten voorsprong op Bill Boddice/William "Wally" Storr.
GP van Duitsland, Nordschleife
BMW deelde de definitieve slag uit aan Norton. Willi Faust/Karl Remmert wonnen voor Wilhelm Noll/Fritz Cron en Walter Schneider met invaller Manfred Grunwald. Pas achter deze BMW-Steib-combinaties kwamen de Norton-privérijders: Jacques Drion/Inge Stoll, die aan het einde van het seizoen nog meer punten zouden hebben dan de fabrieks-coryfeeën Eric Oliver en Cyril Smith.
GP van België, Spa-Francorchamps
De overwinning van de combinatie Wilhelm Noll/Fritz Cron bracht een beetje spanning in de WK-stand terug, maar alleen om de tweede plaats. Willi Faust/Karl Remmert hielden dankzij hun tweede plaats, slechts 1 seconde achter de winnaars, de schade beperkt en behielden een grote voorsprong in de stand. Walter Schneider/Hans Strauß werden derde. Opmerkelijk was dat de eer van Norton moest worden verdedigd door privérijders, waarvan alleen Jacques Drion en Inge Stoll een punt scoorden.
Dutch TT, Assen
Dankzij het nieuwe, bredere TT-circuit kon voor het eerst de zijspanklasse aantreden in Assen. Tot dat moment had BMW alle races gewonnen, maar nu gingen Cyril Smith/Stanley Dibben en Pip Harris/Ray Campbell als eersten aan de leiding, gevolgd door drie BMW-combinaties. Smith viel echter al vroeg in de race uit en Wilhelm Noll/Fritz Cron verdrongen Harris/Campbell van de eerste positie. Die laatsten vielen ook uit, maar Noll/Cron moesten uiteindelijk hun stalgenoten Willi Faust/Karl Remmert ook voorlaten waardoor ze de kans op de wereldtitel verspeelden. Faust en Remmert waren nu al wereldkampioen.
Nations GP, Monza
Gilera was vaak bereid om speciaal voor Monza een 500 4C-blok ter beschikking te stellen aan Albino Milani, de broer van fabriekscoureur Alfredo. Milani reed ook de snelste ronde en ging even aan de leiding van de race, maar hij viel uit, waardoor Wilhelm Noll/Fritz Cron met hun BMW wonnen, voor hun teamgenoten Walter Schneider/Hans Strauß. Jacques Drion/Inge Stoll werden derde en eindigden met hun Norton daardoor op de vierde plaats in het wereldkampioenschap, nog voor Norton-coryfeeën Cyril Smith en Bill Boddice. De nieuwe wereldkampioenen Willi Faust/Karl Remmert namen niet deel.

### Uitslagen zijspanklasse
|   | Datum       | Race             | Circuit                  | 1e                             | 2e                             | 3e                                  | Snelste ronde                |
| - | ----------- | ---------------- | ------------------------ | ------------------------------ | ------------------------------ | ----------------------------------- | ---------------------------- |
| 1 | 1 mei       | GP van Spanje    | Montjuïc                 | Willi Faust / Karl Remmert     | Cyril Smith / Stanley Dibben   | Eric Oliver / Eric Bliss            | Willi Faust / Karl Remmert   |
| 2 | 10 juni     | Isle of Man TT   | Clypse Course            | Walter Schneider / Hans Strauß | Bill Boddice / William Storr   | Pip Harris / Ray Campbell           | Wilhelm Noll / Fritz Cron    |
| 3 | 26 juni     | GP van Duitsland | Nürburgring Nordschleife | Willi Faust / Karl Remmert     | Wilhelm Noll / Fritz Cron      | Walter Schneider / Manfred Grunwald | Willi Faust / Karl Remmert   |
| 4 | 3 juli      | GP van België    | Spa-Francorchamps        | Wilhelm Noll / Fritz Cron      | Willi Faust / Karl Remmert     | Walter Schneider / Hans Strauß      | Cyril Smith / Stanley Dibben |
| 5 | 16 juli     | TT van Assen     | Assen                    | Willi Faust / Karl Remmert     | Wilhelm Noll / Fritz Cron      | Bob Mitchell / Max George           | Willi Faust / Karl Remmert   |
| 6 | 4 september | GP des Nations   | Monza                    | Wilhelm Noll / Fritz Cron      | Walter Schneider / Hans Strauß | Jacques Drion / Inge Stoll-Laforge  | Albino Milani / ?            |

### Eindstand zijspanklasse
| Pos. | Coureur           | Bakkenist                       | Motorfiets | Ptn. |
| ---- | ----------------- | ------------------------------- | ---------- | ---- |
| 1    | Willi Faust       | Karl Remmert                    | BMW        | 30   |
| 2    | Wilhelm Noll      | Fritz Cron                      | BMW        | 28   |
| 3    | Walter Schneider  | Hans Strauß en Manfred Grunwald | BMW        | 22   |
| 4    | Jacques Drion     | Inge Stoll-Laforge              | Norton     | 10   |
| 5    | Cyril Smith       | Stanley Dibben                  | Norton     | 6    |
| 5    | Bill Boddice      | William Storr                   | Norton     | 6    |
| 7    | Pip Harris        | Ray Campbell                    | Matchless  | 6    |
| 7    | Bob Mitchell      | Max George                      | Norton     | 6    |
| 9    | Jean Murit        | Francis Flahaut                 | BMW        | 6    |
| 10   | Eric Oliver       | Eric Bliss en Les Nutt          | Norton     | 4    |
| 11   | Rudolf Koch       | Christian Wirth                 | BMW        | 3    |
| 11   | Jackie Beeton     | Charles Billingham              | Norton     | 3    |
| 11   | Julien Deronne    | Bruno Leys                      | BMW        | 3    |
| 11   | Florian Camathias | Maurice Büla                    | BMW        | 3    |
| 15   | Ernesto Merlo     | Dino Magri                      | Gilera     | 2    |
| 15   | Frank Taylor      | Ron Taylor                      | Norton     | 2    |
| 17   | Roland Benz       | Jakob Kuchler                   | Norton     | 1    |
| 17   | Ernie Walker      | Dun Roberts                     | Norton     | 1    |
| 17   | Henk Steman       | Mappie de Haas                  | BMW        | 1    |
| 17   | Fritz Seeber      | Franz Heiß                      | BMW        | 1    |

### Constructeurstitel zijspanklasse
| Pos. | Constructeur | Ptn.    |
| ---- | ------------ | ------- |
| 1    | BMW          | 32 (48) |
| 2    | Norton       | 20 (24) |
| 3    | Matchless    | 6       |
| 4    | Gilera       | 2       |

(Punten tussen haakjes zijn inclusief streepresultaten)